# Stazione di Bragno
La stazione di Bragno è una fermata ferroviaria posta lungo la linea Torino-Savona, a servizio dell'omonimo centro abitato, frazione del comune di Cairo Montenotte. Servita dal solo binario di corsa, la stazione non ha fabbricato viaggiatori ma è dotata di una pensilina con due panchine che funge da sala di attesa, mentre una terza panchina si trova lungo il marciapiede.

## Storia
La fermata di Bragno venne attivata il 28 maggio 2000. Posta a soli 50 metri da alcune importanti attività industriali della zona, la fermata è stata costruita ed attivata con il contributo economico delle aziende stesse per offrire ai propri dipendenti un mezzo pubblico per raggiungere comodamente il posto di lavoro.
Le stesse aziende che hanno contribuito all'apertura dell'impianto ne curano piccola manutenzione, pulizia e sgombero neve.
Nel corso del 2013  e del 2014, per alcuni mesi, gli operai delle fabbriche della zona hanno protestato duramente per la prevista soppressione della fermata di alcuni convogli e per le modifiche agli orari ferroviari che avrebbero reso per loro complicato raggiungere il posto di lavoro o rientrare al proprio domicilio. A seguito di alcune manifestazioni, compreso il rallentamento del traffico ferroviario, la minaccia è stata scongiurata e la fermata a Bragno mantenuta

## Movimento
La stazione è servita, in media, giornalmente da 9 treni regionali operati da Trenitalia nell'ambito del contratto di servizio stipulato con la Regione Liguria, nonché da un treno regionale veloce per Torino Porta Nuova.
I treni che fermano a Bragno hanno destinazione:
- Savona
- Alessandria
- Fossano
- Torino Porta Nuova

## Servizi
La stazione offre i seguenti servizi:
- Sala d'attesa
- Annunci sonori per arrivi e partenze treni
- Schermi digitali per arrivi e partenze treni